# Guangshui
Guangshui (广水 ; pinyin : Guǎngshuǐ) est une ville de la province du Hubei en Chine. C'est une ville-district placée sous la juridiction de la ville-préfecture de Suizhou.

## Démographie
La population du district était de 917 504 habitants en 1999.